# Wasilij Rieszetnikow

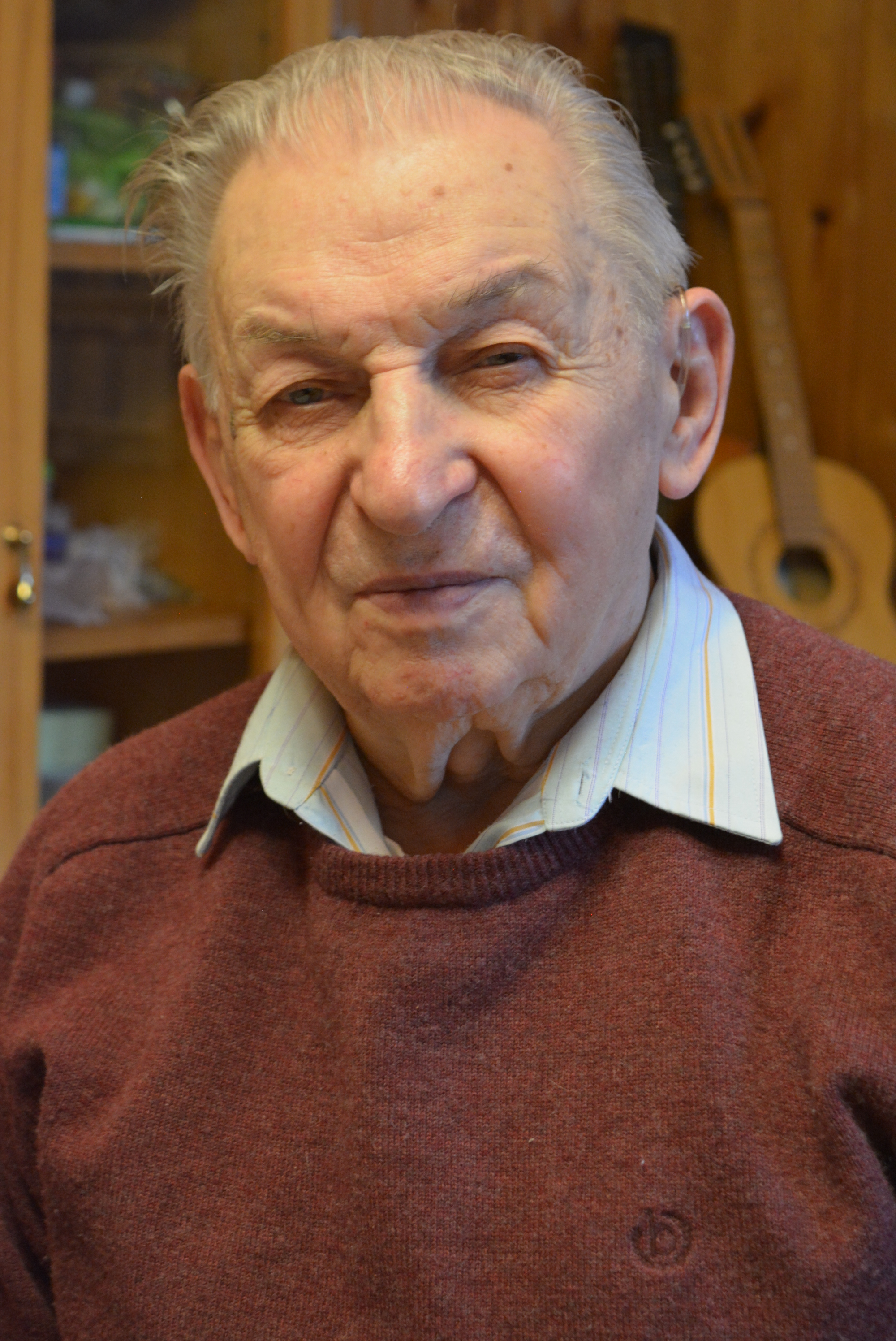
Wasilij Rieszetnikow na fotografii z 2016 roku

Wasilij Wasiljewicz Rieszetnikow (ros. Василий Васильевич Решетников; ur. 23 grudnia 1919 w Jekaterynosławiu, zm. 20 marca 2023 w Moskwie) – radziecki lotnik i dowódca wojskowy, generał pułkownik lotnictwa, zastępca głównodowodzącego Wojskowymi Siłami Powietrznymi ZSRR (1980–1986), Bohater Związku Radzieckiego (1943).

## Życiorys
Urodził się w rodzinie rosyjskiej. Do 1935 skończył 8 klas szkoły, potem uczył się na rabfaku (fakultecie robotniczym), jednocześnie pracował w redakcji młodzieżowej gazety w Dniepropetrowsku.
Od maja 1936 służył w Armii Czerwonej. W grudniu 1938 ukończył wojskową lotniczą szkołę pilotów w Woroszyłowgradzie, był lotnikiem pułku bombowców w Orle i lotnikiem-instruktorem pułku rezerwowego w Woroneżu, a od sierpnia do grudnia 1941 dowódcą klucza 7 zapasowego pułku lotniczego w Woroneżu.
Od grudnia 1941 do maja 1943 jako dowódca klucza 751 pułku/8 gwardyjskiego pułku dalekiego zasięgu, uczestniczył w wojnie z Niemcami. W 1942 roku został zestrzelony po niemieckiej stronie frontu, w rejonie rzeki Łować. Linię frontu przekroczył z pomocą radzieckich partyzantów. Od maja 1943 do grudnia 1944 służył jako dowódca eskadry i zastępca dowódcy 19 gwardyjskiego pułku lotniczego dalekiego zasięgu, a od grudnia 1944 zastępca dowódcy 19 gwardyjskiego pułku lotniczego dalekiego zasięgu. Brał udział w bitwie pod Moskwą, pod Stalingradem, operacji wielkołuckiej, bitwie na łuku kurskim, operacji orłowskiej, czernihowsko-prypeckiej, smoleńsko-rosławskiej, leningradzko-nowogrodzkiej, krymskiej, mińskiej, budapeszteńskiej i królewieckiej. Łącznie w czasie wojny wykonał 307 lotów bojowych na bombowcu Ił-4, w ramach nalotów na ważne cele na głębokich tyłach wroga.
Po wojnie do października 1945 był zastępcą dowódcy pułku bombowego, w 1946 skończył kursy przy Akademii Wojskowo-Powietrznej w Monino, od maja do października 1946 był zastępcą dowódcy, a od października 1946 do grudnia 1948 dowódcą 183 gwardyjskiego bombowego pułku lotniczego w Uzynie, w latach 1949–1951 zastępcą dowódcy, a od stycznia 1951 do grudnia 1954 dowódcą 185 gwardyjskiego pułku bombowego w Połtawie.
W 1956 ukończył Wyższą Akademię Wojskową i został zastępcą dowódcy, a od grudnia 1957 do grudnia 1960 był dowódcą 106 Ciężkiej Lotniczej Dywizji Bombowej w Uzyniu, w latach 1960–1961 zastępcą dowódcy, zaś od czerwca 1961 do września 1968 dowódcą 2 Samodzielnego Ciężkiego Bombowego Pułku Lotniczego w Winnicy. Od września 1968 do stycznia 1969 był zastępcą dowódcy, a od stycznia 1969 do listopada 1980 dowódcą Lotnictwa Dalekiego Zasięgu ZSRR, następnie 1980–1986 zastępcą głównodowodzącego Siłami Powietrznymi ZSRR, w październiku 1986 zakończył służbę wojskową.
W latach 1966–1971 był członkiem Komisji Rewizyjnej KP(b)U, a od 1963 do 1971 deputowanym do Rady Najwyższej Ukraińskiej SRR 6 i 7 kadencji.
Jako weteran opisał okres swojej służby w jednostkach ADD i 18 Armii Lotniczej. W języku polskim jego wspomnienia zostały wydane w 2009 roku w publikacji o tytule: Od Barbarossy do Berlina. Radziecki pilot bombowca przeciw Luftwaffe.

## Awanse
- młodszy porucznik (12 grudnia 1938)
- porucznik (13 kwietnia 1942)
- kapitan (10 marca 1943)
- major (28 lutego 1944)
- podpułkownik (6 kwietnia 1945)
- pułkownik (3 października 1953)
- generał major lotnictwa (25 maja 1959)
- generał porucznik lotnictwa (13 kwietnia 1964)
- generał pułkownik lotnictwa (29 kwietnia 1970)

## Odznaczenia
- Złota Gwiazda Bohatera Związku Radzieckiego (27 lipca 1943)
- Order „Za zasługi dla Ojczyzny” IV klasy (22 grudnia 1999)
- Order Lenina (trzykrotnie – 31 grudnia 1942, 27 lipca 1943 i 22 lutego 1955)
- Order Rewolucji Październikowej (8 stycznia 1980)
- Order Czerwonego Sztandaru (trzykrotnie – 28 kwietnia 1944, 30 grudnia 1956 i 22 lutego 1968)
- Order Aleksandra Newskiego (6 kwietnia 1945)
- Order Wojny Ojczyźnianej I klasy (11 marca 1985)
- Order Czerwonej Gwiazdy (dwukrotnie – 29 marca 1942 i 19 listopada 1951)
- Order „Za służbę Ojczyźnie w Siłach Zbrojnych ZSRR” III klasy (30 kwietnia 1975)
- Order Honoru (12 kwietnia 2010)
- Medal „Za zasługi bojowe” (5 listopada 1946)
- Order 9 września 1944 III klasy z Mieczami (Bułgaria, 14 września 1974)
- Krzyż Oficerski Orderu Odrodzenia Polski (Polska, 6 października 1973)
- Order Za Zasługi Bojowe (Mongolia)

I inne.